# وادی اجبار (یمن)
 وادی اجبار  دهستانی از توابع استان استان صَنعاء در کشور یمن و در شبه جزیره عربستان واقع می‌باشد. دهستان آبادی در عزلهٔ (مخلاف) در قصبهٔ سنحان واقع و در مشرق شهر صنعاء .

## روستاها
شامل چند روستا است که عبارت‌اند از:
- روستای الحضیرة
- روستای الحصن
- روستای الحورة
- روستای سَحَر
- روستای الحافة
- روستای حُجرة مَران
- روستای الحضور
- روستای بیت الحاکی
- روستای الورید
- روستای الحائط
- روستای بیت حاضر
- روستای دارالحید

## جمعیت
جمعیتش در حدود ۶۵۸۸ نفر می‌باشد. 

## منبع
- المقحفی، ابراهیم، احمد، (مُعجَم المُدُن وَالقَبائِل الیَمَنِیَة) ، منشورات دار الحکمة، صنعاء، چاپ پنجم، وانتشار سال ۱۹۸۵ میلادی به (عربی).